# Никольсбургский мир
Никольсбургский мир (нем. Frieden von Nikolsburg) — мирный договор в ходе Тридцатилетней войны, подписанный 31 декабря 1621 года в Никольсбурге, Моравия (сейчас Микулов, Чешская республика). Договору предшествовали активные военные действия в Чехии и Моравии и битва на Белой Горе (8 ноября 1620 года).
Соглашение завершило войну между трансильванским князем Габором Бетленом и германо-римским императором Фердинандом II.
Венгерский король отказывался от короны, получая часть Словакии, Подкарпатской Руси и часть Северо-Восточной Венгрии, а также герцогства Оппельн (Ополе) и Ратибор (Рацибуж) в Силезии.
В дальнейшем условия пакта подтвердили последующие договоры — Венский договор 1624 года и Третий Пресбургский мир 1626 года